# Будиночок на щастя
Будиночок на щастя — український комедійний телесеріал. Знятий компанією «IQ Production» для «Нового каналу». Режисер — Сергій Атрощенко.
У серпні 2021 року, з нагоди Дня незалежності України, вийшов спецвипуск серіалу під назвою «Бурбон часу». У лютому 2022 року вийшов третій сезон, у лютому 2023 року розпочався четвертий сезон, у березні 2024 — п'ятий. З 19 липня 2021 року Новий канал розпочав показ із повним українським дубляжем.
31 березня 2025 року вийшов 6 сезон.

## Сюжет
За сюжетом 16-серійної комедії з Києва в село Сеньківка, переїжджає молоде подружжя Макс і Маша, щоб побудувати страусячу ферму.

### 1 сезон[7]
Після раптового звільнення з високооплачуваної роботи в банку Макс вирішує здійснити давню мрію — переїхати в село. Але його дружина Маша — на 100 % міська жителька. Яка жити не може без шопінгу та косметичних процедур. Маша категорично проти переїзду до Сеньківки. Після програшу в спорі дівчина погоджується подивитися на хатинку в селі. Тепер задача Макса — зробити так, щоб Маші закортіло залишитися. У цьому йому взялися допомагати подружжя сусідів — Василь та Люба.

### 2 сезон
Маша дізнається, що Макс колись був заручений з Даною, яка мало не відібрала його страусячу ферму. Через це подружжя сильно свариться та роз'їжджається. Макс залишається жити в Сеньківці, а Маша повертається до Києва та свого звичного міського життя.

### 3 сезон[8]
Макс повертається в Київ, щоб повернути Машу. З переїздом до Києва не баряться й Вася з Любою. Подружжя оселяється у квартирі Макса. А все для того, щоб допомогти хлопцю помиритися з Машею. У нього нічого не виходить і він повертається до села, щоб почати життя з чистого листа, Маша дізнається, що вона вагітна від Максима і теж повертається до села, щоб повернути Макса, спочатку Максим не хотів повернутися до Маші та слухав поради Василя, але в кінці сезону Максим помирився з Машею, та в них народилась дитина, Любаня теж вагітна, а Василь у шоці.

### 4 сезон
З плином часу головні герої стали батьками і їм вже тісно у старому будиночку бабусі. У Любані народжується дитина. Макс купує нову земельну ділянку на краю села. І четвірці доводиться долати нові життєві пригоди. Під кінець сезону проходять вибори у селі і перемагає Любаня.

### 5 сезон
Після повномасштабного вторгнення Маша покинула Макса та втекла за кордон, щоб побудувати своє щасливе життя подалі від війни. Вона знайшла собі заможного француза й зовсім забула про донечку, через що Макс відсудив у неї дитину. Татусь-одинак спробує жити по-новому, адже він мусить сам виховувати Василину. Проте повністю загрузнути в клопотах у нього також не буде шансу, адже за серце Макса боротимуться одразу дві жінки.

### 6 сезон
На Макса знову чекають непрості вибори – його серце опинилося в центрі нового любовного багатокутника. Поява чергової коханої змусить його задуматися про переїзд із села, що стало однією з головних інтриг сезону. Тим часом Вася і Люба стикаються з новими турботами. У селі відкриється довгоочікуваний дитячий садок, куди вирушить їхній молодший син Тарасик. Вася, який став головою батьківського комітету, знову накоїв справ, а Любі доведеться виправляти всі його «витівки».

## У ролях
| Актор                                                                  | Роль                                                                         |
| ---------------------------------------------------------------------- | ---------------------------------------------------------------------------- |
| Костянтин Войтенко                                                     | Максим (Макс) Леонідович Бондаренко                                          |
| Галина Безрук (у 1-3 сезонах дублює Катерина Брайковська) (1-4 сезони) | Марія (Маша) Олександрівна Бондаренко дружина Макса                          |
| Назар Задніпровський                                                   | Василь (Вася) Васильович Ковальчук чоловік Люби                              |
| Віталіна Біблів                                                        | Любов (Люба) Миколаївна Ковальчук дружина Васі                               |
| Ярослав Федорчук                                                       | Назар Васильович Ковальчук син Васі і Люби                                   |
| Світлана Косолапова (1-4 сезони) \ Марія Стопник (5 сезон)             | Маруся дружина Назара                                                        |
| Наталія Васько                                                         | Ірина (Іра) мати Макса                                                       |
| Віталій Іванченко                                                      | Володимир (Володя) голова села Сеньківка                                     |
| Анастасія Остреїнова                                                   | Катерина (Катя) Володимирівна дочка голови села Сеньківка, перша любов Макса |
| Михайло Кукуюк                                                         | Валерій Юрійович директор банку "Інветон"                                    |
| Ганна Кошмал                                                           | Дана Володимирівна                                                           |

Другорядні ролі дублювали: Дмитро Гаврилов, Роман Чорний, Михайло Войчук, Павло Скороходько, Лідія Муращенко,
Юрій Кудрявець, Олександр Погребняк.

## Кількість серій по сезонах
| Сезон | Кількість серій      | Телеканал   |
| ----- | -------------------- | ----------- |
| 1     | 16                   | Новий канал |
| 2     | 32 (+ 2 спецепізоди) | Новий канал |
| 3     | 32                   | Новий канал |
| 4     | 32 (+ 1 спецепізод)  | Новий канал |
| 5     | 32                   | Новий канал |
| 6     | 32                   | Новий канал |

## Цікаві факти про перший сезон[10]
- Зйомки ситкому відбувалися в реальному селі Сеньківка Бориспільського району Київської області. Спеціально для серіалу знімальна група орендувала в селян два будинки. Ба більше, власники помешкання перебували на майданчику та слідкували за знімальним процесом;
- Актори, з якими було найважче працювати, – кози, корови, курки, коні та бджоли. Режисери жартують, свійські тварини жодного разу не грали за сценарієм;
- Назар Задніпровський ніколи у своєму житті не сідав за кермо автомобіля. Але спеціально для ситкому актору довелося освоїти мистецтво водіння автомобіля;
- Сільські жителі всіляко допомагали знімальній групі в створенні комедійного серіалу. До речі, щоб не заважати процесу, селяни перенесли ремонт доріг на кілька місяців;
- Собака головної героїні Маші Муля – домашній улюбленець акторки Галини Безрук.